# Pekingská univerzita
Pekingská univerzita (čínsky v českém přepisu Pej-ťing ta-süe, pchin-jinem Běijīng Dàxué, znaky zjednodušené 北京大学, tradiční 北京大學 nebo čínsky v českém přepisu Pej-ta, pchin-jinem Běidà, znaky 北大, zkratka PKU) je významná univerzita v Pekingu, hlavním městě Čínské lidové republiky. Byla založena v roce 1898 v rámci Stodenní reformy současně se zrušením Státní akademie (Kuo-c'-ťien), kterou nahradila. Jedná se o nejstarší čínskou univerzitu a zároveň o jednu z nejlepších čínských univerzit; je členem Ťiou-siao Lien-meng, společenství devíti prestižních čínských univerzit.
Přednášky na této univerzitě navštěvoval například Mao Ce-tung a učil zde například Lu Sün.